# Rumjancev család

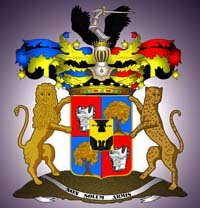
A Rumjancevek címere

A Rumjancevek (orosz nyelven: Румянцевы) régi orosz nemesi család, érdemei a 18-19. századi orosz történelemhez és művelődéstörténethez kötődnek. A család egyik tagja 1744-ben örökletes grófi címet kapott, ez a grófi ág 1838-ban kihalt. Címerükben a „Non solum armis” (Nemcsak fegyverrel) felirat olvasható.

## Története
A családi hagyomány a Rumjancevek történetét egy Nyizsnyij Novgorod-i Vaszilj Rumjanc nevű bojárig vezeti vissza, aki a 14. század végén a várost és fejedelmét a moszkvai nagyfejedelem kezére adta. A családi legendáriumon kívül azonban más forrás nem bizonyítja, hogy valóban ez lenne a család őse. A Rumjancev név legközelebb a 16. század végén merül fel Szmolenszkben, de kapcsolatuk a Rumjancev család grófi ágával nem bizonyított.

### A család híres tagjai
- Alekszandr Ivanovics Rumjancev (1677 vagy 1680–1749). I. Péter bizalmasa, a cárnak több diplomáciai jellegű szolgálatot tett. Anna Ivanovna cárnő idején egy időre kegyvesztett lett, de 1735-ben visszakapta rangját; Kazanyban kormányzó, majd a baskírok felkelésének leverésére küldött csapatokat vezényelte. 1738-tól Kisoroszország (Ukrajna egy részének régi orosz neve) első emberének nevezték ki. Az 1741-1743-as orosz-svéd háborút lezáró, Åbóban (ma: Turku) megkötött békeszerződés sikeres megkötéséért 1744-ben örökletes grófi címet kapott.

- Pjotr Alekszandrovics Rumjancev-Zadunajszkij (1725–1796). Alekszandr Ivanovics Rumjancev egyetlen fia. Gróf, Nagy Katalin cárnő idején  államférfi, a 18. század egyik legkiválóbb orosz hadvezére, marsall (1770). 1764-től Kisoroszország kormányzója. Az 1768–1774. évi orosz-török háború egyik legsikeresebb orosz hadvezére. Házasságából három fia született: Nyikolaj, Mihail és Szergej. Minthogy egyikük sem nősült meg, Szergej halálával a grófi Rumjancev család kihalt.

- Nyikolaj Petrovics Rumjancev (1754–1826). Gróf, államférfi, diplomata, régiség- és könyvgyűjtő, mecénás. Évekig Frankfurt-am-Mainban volt orosz követ. A 19. század első évtizedében magas állami hivatalokat töltött be, volt kereskedelmi miniszter, külügyminiszter, kancellár, 1810–1812 között az Államtanács elnöke. Nyugalomba vonulása után hátralévő éveit történelmi kutatásoknak, gyűjtő tevékenységének szentelte. Értékes kollekciókat, hatalmas kézirat- és könyvgyűjteményt hagyott hátra, melyekből halála után nyilvános olvasóterem és múzeum létesült.

- Szergej Petrovics Rumjancev (1755–1838). Gróf, diplomata. 1785-től követ volt, de ezalatt az Oroszország és Poroszország közötti viszony annyira megromlott, hogy 1788-ban visszahívták. Karrierje ezzel lényegében végetért. Ő teljesítette fivére akaratát, az államnak felajánlott gyűjteményekből kialakított Rumjancev Múzeumot 1831-ben nyitotta meg Szentpéterváron. (30 évvel később a múzeumot Moszkvába helyezték át.)